# Ranger (automobile)
Pour les articles homonymes, voir Ranger.
 (juin 2018).
Si vous disposez d'ouvrages ou d'articles de référence ou si vous connaissez des sites web de qualité traitant du thème abordé ici, merci de compléter l'article en donnant les références utiles à sa vérifiabilité et en les liant à la section « Notes et références ».
Ranger est une marque automobile de General Motors qui a duré de 1968 à 1978. 

## Description
Utilisée dans trois marchés principaux, l'automobile originale a été commercialisée comme South Africa's Own Car et a été construite à Port Elizabeth, en Afrique du Sud, de 1968 à 1973. Le gamme de modèles a été vendue sur deux marchés principaux, la Belgique et la Suisse. Elle a été produite par General Motors Continental SA de 1970 à 1978 à Anvers, en Belgique.
General Motors Suisse SA à Biel/Bienne, en Suisse, produisit également des Rangers de 1970 jusqu'à la fermeture de cette usine en août 1975. Quelques Rangers furent également vendus aux Pays-Bas, peut-être pour surmonter une résistance persistante aux marques allemandes. 
Les voitures construites dans cette période étaient un mélange de pièces provenant d'autres produits General Motors et disposaient d'une carrosserie semblable à l'Opel Rekord mais avec une calandre Vauxhall Victor FD. Cependant, comme les voitures de deuxième génération se rapprochent encore plus des modèles commercialisés par Chevrolet en Afrique du Sud et Opel en Europe, il a été décidé que ce type de marque n'était pas pertinent et la marque a été abandonnée. 